# 大贝汉

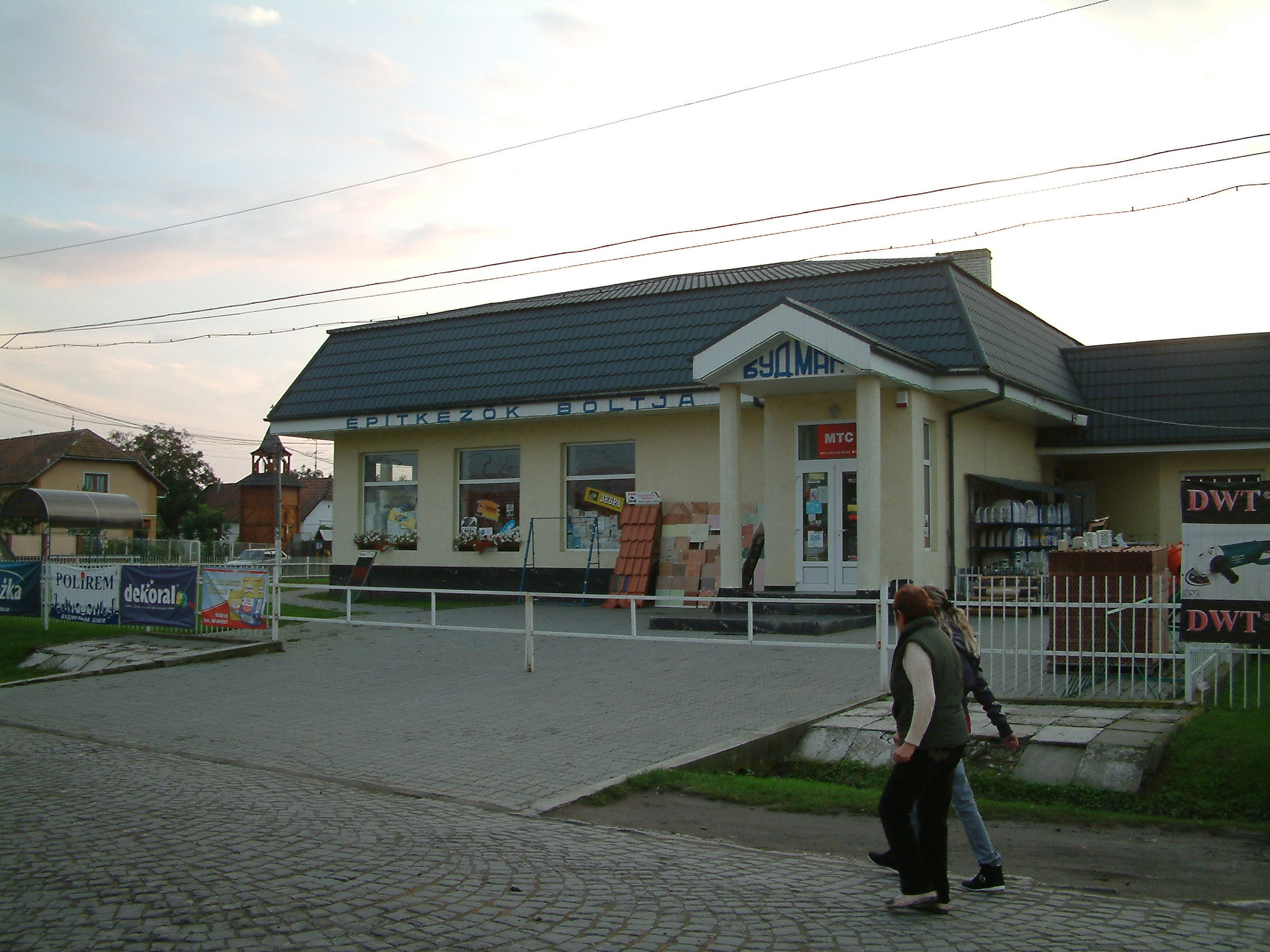
建材店

48°14′53″N 22°34′29″E / 48.24806°N 22.57472°E
大贝汉（羅馬化：Velyka Byihan）是烏克蘭西部外喀爾巴阡州貝雷霍韋區大贝汉市镇内的村落及其行政中心。面積2.71平方公里，海拔高度110米，2001年人口1,893，人口密度每平方公里698.52人。